# Xenius
Xenius (anfängliche Eigenschreibweise X:enius) war das werktägliche Wissensmagazin des deutsch-französischen Kultursenders arte. Jede Ausgabe von Xenius behandelte ein alltagsbezogenes natur- oder gesellschaftswissenschaftliches Thema mit Hilfe von unterschiedlichen Beitragsgenres. 
Das Magazin wendete sich an Wissensinteressierte aller Altersgruppen. Die jeweils 26 Minuten langen Sendungen wurden von Montag bis Freitag um 16:40 Uhr +/- ausgestrahlt.
Die Sendung wurde Ende 2021 abgesetzt.
Die Sendung ist nach einem altgriechischen Beinamen des Gottes Jupiter benannt, der für Gastfreundschaft stand.

## Handlung
Die Moderatoren von Xenius sind unterwegs zu Orten des Wissens. Die Moderatoren nehmen sich einer Frage an, deren Beantwortung sie an Orte führt, an denen das Thema unter unterschiedlichen Gesichtspunkten behandelt wird. Mit Reportagen, spielerischen Experimenten und Interviews ordnen sie dort Informationen ein, decken Hintergründe auf und stellen die Fragen, die die Zuschauer sich stellen könnten.

## Moderatoren
Das Magazin wurde abwechselnd von zwei (ab 2014 von drei) Duos, jeweils einem deutschen und einem französischen Moderator, moderiert.